# Domenico Monegario
Domenico Monegario (Malamocco, 8. század – ?, 764 után) volt a hatodik velencei dózse a lagúna történetében. Életéről mindössze annyi maradt fenn, hogy Malamocco szigetéről származik, amely akkoriban Velence központjának számított. A Monegario családnév valószínűleg a régi Monegarium családra utal vissza.

## Élete
Kis Pippin kivonulását követően, a frank fenyegetés megszűntével a gyorsan reagáló velenceiek elűzték a dózse pozíciójából Galla Lupianót, akinek helyére a lombard uralkodó, Desiderius támogatásával Domenico került. Igazán ebben az időszakban kezdett el fejlődni a lagúnák népe, és a velenceiek hajóikat egyre gyakrabban átalakították vagy újakat építettek. A kis jövedelemmel kecsegtető halászatot lassan a kereskedelem váltotta fel. Itália több részéről is neves hajóácsok utaztak Velencébe, ahol lassan átalakultak a hajók, és rakterüket, vitorlájukat, hajóvázukat és evezőiket tekintve sokkal jobb, praktikusabb és gyorsabb tengerjárók születtek meg. Ezek hamarosan uralni kezdték az Adriai-tenger medencéjét, de Domenico uralma idején a bátrabbak már a Jón-tengerre is kimerészkedtek.
Az egyre gazdagabb kereskedőváros hamar szemet szúrt a szomszédos népeknek. Végül I. Pál pápa tette meg az első lépést Velence hatalmának megtörésére. A pápa úgy határozott, hogy a keresztény világ elesettjeinek támogatásához Velencének is hozzá kell járulnia. Róma alamizsnát várt a kereskedővárostól, bár ezzel kimondatlanul az volt a célja, hogy megadóztassa az egyre növekvő államot, és visszaszorítsa annak hatalmát. Pál nyomására a lombard és a frank udvar is megfenyegette Domenicót, így a dózse hajlott arra, hogy megkösse az egyházfővel a szerződést. A gazdag kereskedők ezt a terhet nem akarták magukra vállalni, ezért a Velencében bevált módon oldották meg a politikai problémát: Domenicót 764-ben elfogták, megvakíttatták és kopaszra nyírták. Ezzel véget ért Domenico uralma.